# Somerset County (New Jersey)
Somerset County ist ein County im Bundesstaat New Jersey. Bei der Volkszählung im Jahr 2020 hatte das County 345.361 Einwohner und eine Bevölkerungsdichte von 438 Einwohnern pro Quadratkilometer. Der Verwaltungssitz (County Seat) ist Somerville.

## Geographie
Das County hat eine Fläche von 790 Quadratkilometern, wovon 1 Quadratkilometer Wasserfläche ist. Es grenzt im Uhrzeigersinn an folgende Countys: Morris County, Union County, Middlesex County, Mercer County und Hunterdon County.

## Geschichte
83 Bauwerke und Stätten des Countys sind im National Register of Historic Places eingetragen (Stand 16. Februar 2018).

## Demografische Daten
Nach der Volkszählung im Jahr 2000 lebten im County 297.490 Menschen. Es gab 108.984 Haushalte und 78.359 Familien. Die Bevölkerungsdichte betrug 377 Einwohner pro Quadratkilometer. Ethnisch betrachtet setzte sich die Bevölkerung zusammen aus 79,34 % Weißen, 7,53 % Afroamerikanern, 0,13 % amerikanischen Ureinwohnern, 8,38 % Asiaten, 0,04 % Bewohnern aus dem pazifischen Inselraum und 2,74 % aus anderen ethnischen Gruppen; 1,83 % stammten von zwei oder mehr ethnischen Gruppen ab. 8,68 % der Bevölkerung waren spanischer oder lateinamerikanischer Abstammung.
Von den 108.984 Haushalten hatten 36,20 % Kinder und Jugendliche unter 18 Jahre, die bei ihnen lebten. 60,60 % waren verheiratete, zusammenlebende Paare, 8,20 % waren allein erziehende Mütter. 28,10 % waren keine Familien. 22,80 % waren Singlehaushalte und in 7,00 % lebten Menschen im Alter von 65 Jahren oder darüber. Die Durchschnittshaushaltsgröße betrug 2,69 und die durchschnittliche Familiengröße lag bei 3,19 Personen.
Auf das gesamte County bezogen setzte sich die Bevölkerung zusammen aus 25,50 % Einwohnern unter 18 Jahren, 5,90 % zwischen 18 und 24 Jahren, 33,80 % zwischen 25 und 44 Jahren, 23,50 % zwischen 45 und 64 Jahren und 11,20 % waren 65 Jahre alt oder darüber. Das Durchschnittsalter betrug 37 Jahre. Auf 100 weibliche Personen kamen 95,40 männliche Personen, auf 100 Frauen im Alter ab 18 Jahren kamen statistisch 92,10 Männer.
Das jährliche Durchschnittseinkommen eines Haushalts betrug 76.933 USD, das Durchschnittseinkommen der Familien betrug 90.605 USD. Männer hatten ein Durchschnittseinkommen von 60.602 USD, Frauen 41.824 USD. Das Prokopfeinkommen betrug 37.970 USD. 3,80 % der Bevölkerung und 2,30 % der Familien lebten unterhalb der Armutsgrenze. 3,80 % davon waren unter 18 Jahre und 4,90 % waren 65 Jahre oder älter.

## Städte und Ortschaften
- Basking Ridge
- Bedminster Township
- Bernards Township
- Bernardsville
- Bound Brook
- Branchburg Township
- Bridgewater Township
- Far Hills
- Franklin Township
- Green Brook Township
- Hillsborough Township
- Manville
- Millstone
- Montgomery Township
- North Plainfield
- Peapack-Gladstone
- Raritan
- Rocky Hill
- Somerset
- Somerville
- South Bound Brook
- Warren Township
- Watchung